# امیرحسین حسین‌زاده
امیرحسین حسین‌زاده (زادهٔ ۱ آبان ۱۳۷۹ میناب ) بازیکن فوتبال اهل ایران است که در پست مهاجم برای باشگاه فوتبال تراکتور در لیگ برتر خلیج فارس بازی می‌کند.«دو سال برنامه‌ریزی بازیکن سایپا برای آمدن به استقلال». خبرگزاری وانا. و. دریافت‌شده در ۲۱ اوت ۲۰۲۱.</ref> saman__tabriz1

## عملکرد باشگاهی

### استقلال
حسین‌زاده در نقل و انتقالات لیگ بیست و یکم با قراردادی ۲ ساله به باشگاه استقلال پیوست.
وی همچنین در مرحله یک‌هشتم نهایی لیگ قهرمانان آسیا ۲۰۲۱ از اولِ بازیِ استقلال و الهلال به صورت ثابت به میدان رفت و نمایش قابل قبولی به جا گذاشت.
به علت نمایش خوب در استقلال تهران مورد توجه مدیران باشگاه شارلوا بلژیک قرار گرفت و با قیمت ۲۵۰ هزار دلار رضایتنامه از استقلال دریافت کرد و به شارلوا پیوست
اما او با یک فصل حضور در تیم شارلوا، تراکتور با باشگاه شارلوا مذاکره کرد و موفق به جذب این ستاره شد هم‌اکنون وی تا آذر لیگ برتر فوتبال ایران ۱۴۰۳–۱۴۰۴ با انجام ۱۵ بازی و با زدن ۱۱ گل در لیگ برتر و لیگ قهرمانان آسیا ۲ به عنوان بهترین بازیکن تراکتور شناخته می‌شود.

### تراکتور
وی با قراردادی به تراکتور سازی تبریز پیوست و در شهریورماه ۱۴۰۳ به عنوان بهترین‌ترین بازیکن ماه لیگ برتر ایران از سوی ورزش سه انتخاب شد.

## آمار باشگاهی
تا تاریخ ۲۵ اردیبهشت ۱۴۰۴
| باشگاه             | فصل                | لیگ                | لیگ  | لیگ | جام حذفی | جام حذفی | قاره‌ای | قاره‌ای | دیگر | دیگر | مجموع | مجموع |
| باشگاه             | فصل                | دسته               | بازی | گل  | بازی     | گل       | بازی   | گل     | بازی | گل   | بازی  | گل    |
| ------------------ | ------------------ | ------------------ | ---- | --- | -------- | -------- | ------ | ------ | ---- | ---- | ----- | ----- |
| سایپا              | ۲۰۱۹–۲۰۱۸          | لیگ برتر           | ۱۴   | ۴   | ۰        | ۰        | –      | –      | –    | –    | ۱۴    | ۴     |
| سایپا              | ۲۰۲۰–۲۰۱۹          | لیگ برتر           | ۲۱   | ۳   | ۱        | ۱        | –      | –      | –    | –    | ۲۲    | ۴     |
| سایپا              | ۲۰۲۱–۲۰۲۰          | لیگ برتر           | ۱۲   | ۰   | ۰        | ۰        | –      | –      | –    | –    | ۱۲    | ۰     |
| مجموع سایپا        | مجموع سایپا        | مجموع سایپا        | ۴۷   | ۷   | ۱        | ۱        | –      | –      | –    | –    | ۴۸    | ۸     |
| استقلال            | ۲۰۲۲–۲۰۲۱          | لیگ برتر           | ۳۰   | ۸   | ۲        | ۰        | ۱      | ۰      | –    | –    | ۳۳    | ۸     |
| مجموع استقلال      | مجموع استقلال      | مجموع استقلال      | ۳۰   | ۸   | ۲        | ۰        | ۱      | ۰      | –    | –    | ۳۳    | ۸     |
| رویال شارلوا       | ۲۰۲۲–۲۰۲۳          | لیگ برتر بلژیک     | ۲۳   | ۲   | ۰        | ۰        | ۰      | ۰      | –    | –    | ۲۳    | ۲     |
| مجموع رویال شارلوا | مجموع رویال شارلوا | مجموع رویال شارلوا | ۲۳   | ۲   | ۰        | ۰        | ۰      | ۰      | –    | –    | ۲۳    | ۲     |
| تراکتور            | ۲۰۲۳–۲۰۲۴          | لیگ برتر           | ۲۸   | ۳   | ۳        | ۰        | ۱      | ۰      | –    | –    | ۳۲    | ۳     |
| تراکتور            | ۲۰۲۴–۲۰۲۵          | لیگ برتر           | ۲۸   | ۱۴  | ۱        | ۰        | ۸      | ۸      | –    | –    | ۳۷    | ۲۲    |
| مجموع تراکتور      | مجموع تراکتور      | مجموع تراکتور      | ۵۶   | ۱۷  | ۴        | ۰        | ۹      | ۸      | –    | –    | ۶۹    | ۲۵    |
| مجموع آمار         | مجموع آمار         | مجموع آمار         | ۱۵۶  | ۳۴  | ۷        | ۱        | ۱۰     | ۸      | –    | –    | ۱۷۳   | ۴۳    |

## آمار ملی

### بازی‌های ملی
تا تاریخ ۱۰ ژوئن ۲۰۲۵
| ایران | ایران | ایران |
| سال   | بازی  | گل    |
| ----- | ----- | ----- |
| ۲۰۲۲  | ۳     | ۰     |
| ۲۰۲۴  | ۱     | ۰     |
| ۲۰۲۵  | ۳     | ۱     |
| مجموع | ۷     | ۱     |

### گل‌های ملی
| شماره | تاریخ        | میزبان | بازی ملی | حریف      | نتیجه | رقابت                  |
| ----- | ------------ | ------ | -------- | --------- | ----- | ---------------------- |
| ۱     | ۱۰ ژوئن ۲۰۲۵ | تهران  | ۷        | کرهٔ شمالی | ۳–۰   | مقدماتی جام جهانی ۲۰۲۶ |

## افتخارات

### باشگاهی

#### استقلال
- لیگ برتر خلیج فارس (۱): ۰۱–۱۴۰۰

#### تراکتور
- لیگ برتر خلیج فارس (۱): ۰۴–۱۴۰۳

- قهرمانی سوپر جام در فصل[۱۴۰۴_۱۴۰۵]

### ملی

#### ایران
- تورنمنت کافا (۱): ۲۰۲۳

### فردی
- بهترین هافبک هجومی سال ۱۴۰۰ با رای کارشناسان در نوروز فوتبالی
- تیم منتخب کارشناسان سال ۱۴۰۰ نوروز فوتبالی
- بهترین هافبک هجومی سال ۱۴۰۰ با رای مردمی در نوروز فوتبالی
- تیم منتخب مردمی سال ۱۴۰۰ نوروز فوتبالی
- آقای گل لیگ برتر خلیج فارس ۰۴–۱۴۰۳ (۱۴ گل)
- جایزه بهترین بازیکن فصل به انتخاب فوتبال ۳۶۰[۶]